# Уткин (Ульяновська область)
Уткин (рос. Уткин) — селище в Мелекеському районі Ульяновської області Російської Федерації.
Населення становить 305 осіб. Входить до складу муніципального утворення Новоселкинське сільське поселення.

## Історія
Від 2004 року входить до складу муніципального утворення Новоселкинське сільське поселення.

## Населення
| 2010 |
| ---- |
| 305  |